# 2000 en animation asiatique
Voir aussi: 2000 au cinéma - 2000 à la télévision
1999 en animation asiatique - 2000 en animation asiatique - 2001 en animation asiatique

## Principales diffusions en France

### Films
- 12 janvier : Princesse Mononoké

## Principales diffusions au Japon

### Films
- 22 avril : Détective Conan : Mémoire assassine (film 4)
- 8 juillet : Pokémon 3 : Le Sort des Zarbi (film 3)
- 29 décembre : G-Saviour

### OVA
- février : Initial D Extra Stage
- juin : Denshin Mamotte Shugogetten!
- 21 septembre : Kirara
- 25 septembre : Labyrinth of Flames((

### Séries télévisées
Les séries non datées ont débuté avant le 1er janvier de cette année
- avril : L'Arbre au soleil
- avril : NieA 7
- octobre : Argento Soma
- octobre : Hajime no Ippo
- octobre : Vandread